# Allen-Galago
Der Allen-Galago (Sciurocheirus alleni, Syn.: Galago alleni) ist eine Primatenart aus der Familie der Galagos (Galagonidae). Der Kamerun-Galago und der Gabun-Galago wurden als eigenständige Arten abgetrennt. Zusammen bilden sie die Gattung der Eichhörnchen-Galagos (Sciurocheirus).
Die Art ist nach dem britischen Marineoffizier und Entdecker William Allen benannt.

## Merkmale
Allen-Galagos sind wie alle Galagos relativ kleine Primaten. Sie erreichen eine Kopfrumpflänge von 16 bis 24 Zentimeter, wozu noch ein 20 bis 30 Zentimeter langer Schwanz kommt. Das Gewicht beträgt etwa 200 bis 300 Gramm. Ihr Fell ist an der Oberseite dunkelbraun oder schwarz gefärbt, die Unterseite ist heller. Der Kopf ist durch deutliche Ringe um die großen Augen, durch die unbehaarten, stark beweglichen Ohren und durch die schmale, spitze Schnauze gekennzeichnet. Der Schwanz ist buschig und länger als der Körper.

## Verbreitung und Lebensweise
Allen-Galagos sind auf der zu Äquatorialguinea gehörenden Insel Bioko endemisch. Ihr Lebensraum sind Wälder, wobei sie mit dichtem Unterholz bestandene Sekundärwälder bevorzugen.
Sie sind nachtaktive Tiere, die sich tagsüber zum Schlafen meist in Baumhöhlen oder Blätternester zurückziehen. In der Nacht begeben sie sich auf Nahrungssuche, wobei sie sich oft nur in 1 bis 2 Metern Höhe aufhalten. Ihre Sprünge bei der Nahrungssuche sind froschähnlich, da die Landung mit den Händen und nicht mit den Füßen voran erfolgt. Sie leben einzelgängerisch und haben sehr große Streifgebiete.
Die Nahrung der Allen-Galagos besteht hauptsächlich aus Früchten und Insekten.
Nach einer rund 130-tägigen Tragzeit bringt das Weibchen meist ein einzelnes Jungtier zur Welt. In seinen ersten Lebenswochen wird das Junge von der Mutter während der Nahrungssuche im Pflanzendickicht „geparkt“ und anschließend wieder ins Nest zurückgebracht.

## Bedrohung
Diese Tiere sind auf einer nur rund 2000 km² großen Insel endemisch, wo ihr Lebensraum immer weiter zerstückelt und eingeschränkt wird. Die IUCN listet den Allen-Galago als „stark gefährdet“ (endangered).
In Europa wird die Art nicht mehr gehalten, ehemalige Halter sind Frankfurt, London, Rotterdam und Trinity.

## Belege
1. ↑  Beolens, Watkins & Grayson: The Eponym Dictionary of Mammals. JHU Press, 2009, S. 9 (Allen, W. A.).
2. ↑    ZTL 18.6